# Settime

Brasão de armas de Settime, Piemonte, Itália.

Settime é uma comuna italiana da região do Piemonte, província de Asti, com cerca de 537 habitantes. Estende-se por uma área de 6 km², tendo uma densidade populacional de 90 hab/km². Faz fronteira com Asti, Chiusano d'Asti, Cinaglio.

## Demografia
| Variação demográfica do município entre 1861 e 2011                               |
|                                                                                   |
| Fonte: Istituto Nazionale di Statistica (ISTAT) - Elaboração gráfica da Wikipedia |